# Ahmad Abd al-Karim
Ahmad Milidżi Abd al-Karim (arab. أحمد مليجي عبد الكريم) – egipski zapaśnik walczący w stylu klasycznym. Srebrny medalista igrzysk afrykańskich w 1978. Mistrz Afryki w 1979 roku.